# Armoriale dei comuni delle Alpi Marittime
Questa pagina contiene le armi (stemma e blasonatura) di alcuni comuni delle Alpi Marittime.
| Stemma | Nome del comune e blasonatura |
| ------ | --- |
|        | Amirat Coupé : au premier d'or à l'écureuil assis de gueules, au second de sable à la fasce d'argent (troncato: nel 1° d'oro, allo scoiattolo seduto di rosso; nel 2° di nero, alla fascia d'argento) |
|        | Antibes D'azur, à une croix d'argent cantonnée de quatre fleurs de lis d'or, au lambel à trois pendants de gueules, brochant sur la croix, au chef d'azur chargé de trois fleurs de lis d'or (d'azzurro, alla croce d'argento accantonata da quattro gigli d'oro, al lambello di tre gocce di rosso, attraversante sulla croce; al capo d'azzurro caricato di tre gigli d'oro (capo di Francia)) |
|        | Aspremont D'argent à l'aigle de gueules empiétant une montagne de trois coupeaux de sable mouvant de la pointe, surmontée d'une étoile d'azur. (d'argento, all'aquila di rosso, afferrante una montagna di tre cime di nero, movente dalla punta, sormontata da una stella d'azzurro) |
|        | Belvédère D'argent aux trois arbres au naturel rangés en fasce, au chef d'azur chargé d'un renard au naturel (d'argento, a tre alberi al naturale, ordinati in fascia; al capo d'azzurro, caricato di una volpe al naturale) |
|        | Bendejun D'azur à l'aiguière d'or (d'azzurro, alla brocca d'oro) |
|        | Berre-les-Alpes De gueules au château donjonné de trois tours d'argent, chargé d'une cotice en bande d'azur. (di rosso, al castello torricellato di tre torri d'argento, caricato di una cotissa in banda d'azzurro) |
|        | Biot De gueules à la croix de Malte pommetée d'argent (di rosso, alla croce di Malta pomettata d'argento) |
|        | Cagnes-sur-Mer coupé: au premier, d'or à un levron passant d'azur ; au second, de gueules à la barre d'argent. (troncato: nel 1º d'oro, al levriere passante d'azzurro; nel 2º di rosso alla sbarra d'argento) |
|        | Cannes d'azur à la palme d'argent posée en barre, accompagnée de deux fleurs de lys d'or (d'azzurro, alla palma d'argento posta in sbarra, accompagnata da due gigli d'oro) |
|        | Châteauneuf-d'Entraunes D'argent au château d'azur posé sur un tertre de sinople mouvant de la pointe, sommé de deux écureuils affrontés de gueules tenant une ancre de marine du même (d'argento, al castello d'azzurro posato su un terreno di verde movente dalla punta, sormontato da due scoiattoli affrontati di rosso, tenenti un'ancora dello stesso) |
|        | Coaraze D'or au lézard montant d'azur à la queue rompue en pointe. (d'oro, alla lucertola montante d'azzurro, con la coda rotta in punta) |
|        | La Colle-sur-Loup D'azur à la montagne de trois coupeaux d'argent mouvant de la pointe, chargée d'un loup de sable surmonté d'une épée basse d'or brochant sur le coupeau médiant accostée de deux coquilles du même (d'azzurro, alla montagna di tre cime al naturale d'argento, movente dalla punta, caricata di un lupo passante di nero, sormontato da una spada abbassata d'oro, attraversante sulla cima centrale e accostata da due conchiglie dello stesso) |
|        | Contes D'azur au grenadier fruité de cinq pièces d'or, terrassé de sinople. (d'azzurro, al melograno fruttato di cinque pezzi d'oro, terrazzato di verde) |
|        | Duranus Tranché d'azur et de gueules, le premier chargé d'une tour d'argent, le second d'une coquille d'or ; à la bande d'argent brochant sur le tout. (trinciato d'azzurro, alla torre d'argento, e di rosso, alla conchiglia d'oro; alla banda d'argento attraversante sulla partizione) |
|        | Entraunes De gueules au sautoir ondé d'argent chargé en cœur d'une étoile de huit raies du champ (di rosso, alla croce di Sant'Andrea ondata d'argento, caricata in cuore di una stella di otto raggi del campo) |
|        | Falicon Parti de gueules et d'or à la crosse de l'un en l'autre mouvant de la pointe (partito di rosso e d'oro, al pastorale dall'uno all'altro, movente dalla punta) |
|        | Grasse D'azur, à un agneau pascal d'argent, posé sur une terrasse de sinople, portant une croix d'or et un guidon de gueules. alias D'azur à l'agneau pascal d'argent, la tête contournée, ornée d'un nimbe d'or chargé de trois tourteaux de gueules, portant une longue croix de gueules au guidon d'argent chargé d'une croix de gueules. alias D'azur à l'agneau pascal d'argent, la tête contournée auréolée d'or, accompagné de trois tourteaux de gueules ; l'agneau portant une longue croix du même, à laquelle est attaché un guidon d'argent chargé d'une croix aussi de gueules. Motto: Dei gratia consules Grassae. (D'azzurro, all'agnello pasquale d'argento, con la testa rivoltata nimbata d'oro, accompagnato da tre torte di rosso; l'agnello porta una croce latina dello stesso, alla quale è attaccato uno stendardo d'argento, caricato di una croce pure di rosso) |
|        | Levens Parti : au premier de gueules à la hallebarde d'or entrelacée d'un listel du même chargé de l'inscription de sable : LIBERTAS 1621; au second d'azur à la champagne cousue de sable soutenant un coq de gueules sur un rocher d'or surmonté d'un soleil du même mouvant de l'angle senestre du champ (partito : nel primo di rosso all'alabarda d'oro, intrecciata a una lista dello stesso, caricata dell'iscrizione di nero : LIBERTAS 1621; nel secondo d'azzurro, alla campagna cucita di nero, sostenente un gallo di rosso su una roccia d'oro, sormontato da un sole dello stesso, movente dell'angolo sinistro del campo) |
|        | Mandelieu-la-Napoule Coupé : au premier d'or au sautoir de gueules, au second de sinople à l'écureuil assis d'argent (troncato: nel 1° d'oro, al decusse di rosso; nel 2° di verde, allo scoiattolo seduto di verde) |
|        | Marie De gueules à l'étoile de seize rais d'or, chargée d'une tour du premier (di rosso, alla stella di sedici raggi d'oro, caricata da una torre di rosso) |
|        | Mentone Parti : Au 1er d'azur au saint Michel archange le bras dextre levé tenant un glaive, la pointe en bas, la senestre tenant une balance, terrassant le démon armé de sa fourche, le tout d'or ; au 2e d'argent au citronnier au naturel fruité d'or posé entre deux monts de sinople, le tout soutenu d'une mer d'azur mouvant de la pointe, au comble du même chargé de trois étoiles d'argent. (partito: nel 1° d'azzurro, all'arcangelo San Michele con il braccio destro alzato tenente un gladio con la punta in basso, il braccio sinistro tenente una bilancia, posato sul demonio armato della sua forca, il tutto d'oro; nel 2° d'argento, al limone al naturale fruttato d'oro, posto tra due monti di verde, il tutto sostenuto da un mare d'azzurro, movente dalla punta, al colmo dello stesso, caricato da tre stelle d'argento)                                       |
|        | Mouans-Sartoux (Mouans) D'azur à la tour d'or. (d'azzurro, alla torre d'oro) |
|        | Mougins D'azur aux deux palmes adossées d'or posées en pal, accompagnées de trois fleurs de lys du même (d'azzurro, a due palme addossate d'oro, poste in palo, accompagnate da tre gigli dello stesso) |
|        | Nizza D'argent à l'aigle couronnée de gueules au vol abaissé, empiétant une montagne de trois coupeaux de sable issant d'une mer d'azur mouvant de la pointe et ondée d'argent. (D'argento, all'aquila coronata di rosso dal volo abbassato, afferrante una montagna di tre cime di nero, uscente da un mare d'azzurro, movente dalla punta e ondato d'argento.) Alcuni stemmi utilizzano anche tre cime di verde. |
|        | Pégomas D'azur à l'éléphant contourné d'argent. (D'azzurro, all'elefante rivoltato d'argento.) alias: coupé : au premier d'or à la fasce de sinople, au second d'azur à l'éléphant aussi d'or (troncato: nel 1° d'oro, alla fascia di verde; nel 2° d'azzurro, all'elefante d'oro) |
|        | Peille D'argent à la croix pattée et alésée de gueules (d'argento, alla croce patente scorciata di rosso) |
|        | Peillon D'or à la croix de gueules cantonnée au 1er d'un dragon contourné de sable crachant des flammes de gueules, au 2e d'une étoile à huit rais de sable, au 3e d'une tête de crosse contournée de sable, au 4e d'une palme de sable. (D'oro, alla croce di rosso, accantonata nel 1° da un drago rivoltato di nero, ignivomo di rosso, nel 2° da una stella di otto raggi di nero, nel terzo da un riccio di pastorale rivoltato di nero, nel quarto da una palma di nero.) |
|        | Poggetto Tenieri De gueules à à la croix pattée d'argent (di rosso, alla croce patente d'argento) |
|        | Roccabruna-Capo Martino De gueules à la tour posée sur un mont issant d’une mer mouvant de la pointe, le tout d’or, au chef du même chargé d'un franc-quartier fuselé d’argent et du champ brochant sur le tout. (Di rosso, alla torre posta su un monte che si erge da un mare che parte dalla punta, tutto d'oro, al capo della stessa carica di un quarto di franco d'argento a fusi e il campo che si estende su tutto.) |
|        | Roquefort-les-Pins D'azur au roc d'argent mouvant de la pointe, surmonté d'une épée renversée du même accostée de deux pommes de pin d'or (d'azzurro, alla roccia d'argento, movente dalla punta, sormontata da una spada rovesciata dello stesso, accostata da due pigne d'oro) |
|        | La Roquette-sur-Siagne Taillé : au premier d'azur aux trois cyprès de sinople mouvant de la ligne de partition accompagnés en chef d'un oiseau essorant d'argent, au second d'argent à la champagne d'azur, au cyprès de sinople brochant ; à la cotice en barre d'argent brochant sur la partition. (tagliato: nel 1° d'azzurro a tre cipressi di verde, moventi dalla linea di partizione, accompagnati in capo da un uccello sorante d'argento; nel 2° d'argento, alla campagna d'azzurro, al cipresso di verde attraversante; alla cotissa in sbarra d'argento, attraversante sulla partizione) |
|        | Saint-Étienne-de-Tinée De gueules à deux croisettes d'argent posées en pal (di rosso, a due crocette d'argento, ordinate in palo) |
|        | Saint-Jean-Cap-Ferrat D’azur à la tour d’or sur un roc du même issant d’une mer du champ ondée d’argent mouvant de la pointe, sommée d’un agneau pascal d’argent nimbé d'or, accostée à dextre d’une ancre de marine et à senestre d’un hippocampe le tout d’argent (D'azzurro alla torre d'oro, su una roccia dello stesso, uscente da un mare del campo ondato d'argento, movente dalla punta, cimata da un agnello pasquale d'argento, nimbato d'oro, accompagnata a destra da un'ancora e a sinistra da un ippocampo, il tutto d'argento) |
|        | Saint-Sauveur-sur-Tinée De gueules à la croix tréflée d'or, cantonnée en chef à dextre d'une étoile d'argent et en pointe à senestre d'une fleur de lys du même (di rosso, alla croce trifogliata d'oro, accantonata in capo a destra da una stella d'argento e in punta a sinistra da un giglio dello stesso) |
|        | Tenda Écartelé : au 1) et au 4) de gueules à la croix d'argent, à la traverse de sable brochant sur le tout, au 2) et au 3) contre-écartelé : au 2-1), au 2-4), au 3-2) et au 3-3) d'or à l'aigle bicéphale de sable, aux autres, de gueules au chef d'or. (inquartato: nel 1º e 4º di rosso, alla croce d'argento, alla traversa di nero attraversante sul tutto; nel 2º controinquartato: in I e IV d'oro, all'aquila bicefala di nero; in II e III di rosso, al capo d'oro; nel 3º controinquartato: in I e IV di rosso, al capo d'oro; in II e III d'oro, all'aquila bicefala di nero) Altro stemma attribuito: di rosso al capo d'oro Stemma concesso durante l'appartenenza di Tenda all'Italia con R.D. del 2 marzo 1931 e RR.LL.PP. del 15 ottobre 1931: di rosso; al capo d'oro, con la lettera maiuscola T, di nero, attraversante sul tutto                                     |
|        | Vence D'azur à la tour d'argent, crénélée de cinq pièces, maçonnée de sable. (d'azzurro, alla torre d'argento, merlata di cinque pezzi, murata di nero) |